# John Turner
John Napier Turner (Richmond upon Thames (Engeland), 7 juni 1929 – 18 september 2020) was een Canadees Liberaal politicus en de 17e minister-president van Canada van 30 juni 1984 tot 17 september 1984, de op een na kortste regeerperiode in de Canadese geschiedenis. Hij was van 1984 tot 1990 leider van de oppositie in het Canadese lagerhuis.
Turner werd geboren in Engeland, net buiten Londen als zoon van een Engelse vader en Canadese moeder. Na het overlijden van zijn vader in 1932 keerde Turner met zijn moeder terug naar Canada waar hij in 1949 afstudeerde van de University of British Columbia. Hierna vertrok hij met een Rhodesbeurs naar Oxford om rechten te studeren. Hij studeerde in 1952 en '53 eveneens rechten in Parijs. In 1953 keerde hij weer terug naar Canada en hij kwam in Montreal te werken als advocaat.
In 1962 werd Turner voor het eerst verkozen in het Canadese Lagerhuis, het House of Commons voor de Liberale Partij. In 1965 trad hij toe tot het kabinet onder leiding van minister-president Lester Pearson en na Pearsons afscheid van de politiek was hij kandidaat voor het leiderschap van de Liberale Partij. Hij verloor echter van Pierre Trudeau waarna hij in Trudeaus kabinet minister van justitie en, later, van financiën zou worden.
Na een conflict in het kabinet over prijsafspraken trad Turner in 1975 af en verliet hij korte tijd later het Lagerhuis om zijn advocatencarrière weer op te pakken.
Nadat Trudeau afscheid had genomen van de landelijke politiek werd Turner tot leider van de Liberalen gekozen en tot minister-president benoemd. Hopend om zijn positie als nieuwe partijleider uit te buiten schreef Turner meteen verkiezingen uit. Deze keuze zou echter desastreus blijken en na 16 jaar Liberaal bewind kozen de kiezers, moe geworden van Liberaal leiderschap en ontstemd over het beleid van Trudeau, massaal voor de Progressief Conservatieven van Brian Mulroney. Op 17 september 1984, na slechts 78 dagen als minister-president, trad Turner af ten gunste van Mulroney en werd hij leider van de oppositie, een positie die hij tot 1990 zou bekleden.
In 1994 kreeg hij de Order of Canada onderscheiding.
Turner leidde in 2004 een Canadese delegatie die de verkiezingen in Oekraïne observeerde. Hij was voorzitter van het Canada Corps dat tot doel heeft in het buitenland advies te verlenen bij bestuurszaken en het oprichten van instellingen.
- Bibliothèque nationale de France: cb119927124 (data)
- Gemeinsame Normdatei: 129345504
- International Standard Name Identifier: 0000 0000 2286 269X
- Library of Congress Control Number: n50016154
- Nederlandse Thesaurus van Auteursnamen: 371204453
- SNAC: w6k37xwm
- Système universitaire de documentation: 145645975
- Virtual International Authority File: 33240094
- WorldCat: E39PBJyMjmgdgrtKH3tP8TfKBP

Macdonald · Mackenzie · Abbott · Thompson · Bowell · Tupper · Laurier · Borden · Meighen · Mackenzie King · Bennett · Saint Laurent · Diefenbaker · Pearson · P. Trudeau · Clark · Turner · Mulroney · Campbell · Chrétien · Martin · Harper · J. Trudeau · Carney